# De Quincey (Mahé)
De Quincey (De Quincy, De Quincey Village) ist ein Ort auf der Insel Mahé im Inselstaat Seychellen. Der Ort hat ca. 4600 Einwohner (Berechnung 2005).

## Geographie
Der Ort liegt zusammen mit La Gogue, Maldive Village und Ma Constanze in dem nach Osten offenen Tal zwischen den Anhöhen von Glacis im Norden und den Bergen von Beau Vallon an der Ostküste von Mahé. Nach Süden grenzt der Distrikt La Rivière Anglaise an. Vor der Küste liegt die dicht besiedelte Insel Perseverance Island und etwas weiter nördlich Hodoul Island. Die Inseln sind nur durch schmale Kanäle von der Hauptinsel getrennt.